# ایمان افتخاری
ایمان افتخاری (زادهٔ ۱۳۵۸) ریاضیدان ایرانی و عضو هیئت علمی پژوهشگاه دانش‌های بنیادی است. افتخاری دیپلم خود را از دبیرستان علامه حلی تهران کسب کرد و در سال ۱۳۷۶ تحصیلات دانشگاهی خود را در رشتهٔ ریاضی در دانشگاه صنعتی شریف آغاز کرد و دورهٔ دکتری خود را در دانشگاه پرینستون گذراند. او از سال ۱۴۰۰ عضو حقیقی شورای عالی انقلاب فرهنگی است.

## سوابق در المپیادهای ریاضی
سال ۱۳۷۰ وارد راهنمایی علامه حلی شد و سال سوم دبیرستان را با موافقت مدیر مدرسه و جواد اژه‌ای رئیس سازمان به خاطر المپیاد به صورت جهشی گذراند. او دو مدال طلای جهانی المپیاد ریاضی دارد: در سال دوم دبیرستان در المپیاد جهانی ریاضی در کشور هندوستان در شهر بمبئی، و سال بعدی که در سال چهارم دبیرستان بود در المپیاد آرژانتین. وی یکی از برندگان مدال طلای المپیاد جهانی ریاضی دانش آموزی با نمرهٔ کامل و رتبه اول است. همچنین او در دورهٔ کارشناسی نیز موفق به کسب مدال طلای المپیاد دانشجویی جهانی ریاضی با بالاترین نمره شد. او اولین دانش‌آموز دوم دبیرستانی ایرانی بود که به مسابقات جهانی المپیاد ریاضی اعزام شد و مدال طلای جهانی گرفت.

## تحصیلات
افتخاری در سال ۱۳۷۶ برای تحصیل وارد دانشگاه صنعتی شریف شد. در اسفند ۱۳۷۶ افتخاری به همراه مریم میرزاخانی و حسین نمازی در تیم دانشگاه صنعتی شریف رتبه اول در مسابقات ریاضی کشور در اهواز را کسب کردند. اتوبوس حامل این دانشجویان در مسیر برگشت دچار سانحه شد که منجر به کشته شدن و صدمه دیدن جمعی از دانشجویان شد. او پس از سه سال، در سال ۱۳۷۹ فارغ‌التحصیل دورهٔ کارشناسی شد. همان سال از چند دانشگاه آمریکا پذیرش گرفت، که در نهایت به دانشگاه پرینستون رفت. دورهٔ دکترا هم ۴ سال طول کشید و در سال ۲۰۰۴ در ۲۵ سالگی درجه دکترا گرفت.

## حرفه
افتخاری در مقطع پسادکتری در زمینهٔ توپولوژی ابعاد پایین و هندسهٔ شمارشی در دانشگاه هاروارد به کار پرداخته و همزمان به تدریس دروسی همانند سیستم‌های دینامیکی در دانشگاه هاروارد پرداخته است. او ریاست پژوهشکدهٔ ریاضیات در پژوهشگاه دانش‌های بنیادی را بر عهده دارد.
افتخاری در سال ۲۰۱۹ به ریاست صندوق حمایت از پژوهشگران و فناوران کشور(INSF) منصوب شد. وی همچنین در سال ۱۳۹۷ موفق به دریافت جایزه البرز به عنوان دانشمند برتر شد. افتخاری در سال ۲۰۲۰ از سوی حسن روحانی، رئیس‌جمهور ایران، به عنوان عضو هیئت امنای سازمان ملی پرورش استعدادهای درخشان منصوب شد. سید علی خامنه‌ای، رهبر جمهوری اسلامی ایران، در سال ۱۴۰۰ افتخاری را به عضویت در شورای عالی انقلاب فرهنگی منصوب کرد.